# Lorentzsche Mannigfaltigkeit
Eine lorentzsche Mannigfaltigkeit oder Lorentzmannigfaltigkeit (nach dem niederländischen Mathematiker und Physiker Hendrik Antoon Lorentz) ist eine vierdimensionale Mannigfaltigkeit mit einer Lorentzmetrik mit Signatur (1,3,0), auch notiert als (-,+,+,+). Sie ist ein Spezialfall einer (n+1)-dimensionalen pseudo-riemannschen Mannigfaltigkeit mit der Metrik-Signatur (1,n,0) ≡ (-,+,+,+,...) mit n ≥ 1, die manchmal (im weiteren Sinn) ebenfalls als lorentzsche Mannigfaltigkeit bezeichnet werden.
Lorentzmannigfaltigkeiten sind für die allgemeine Relativitätstheorie von entscheidender Bedeutung, da dort die Raumzeit als vierdimensionale lorentzsche Mannigfaltigkeit modelliert wird.

## Punktrelationen und Gliederung
Sei {\displaystyle p\in M} ein Raum-Zeit-Punkt (Ereignis) aus der Raumzeit {\displaystyle M} und {\displaystyle T_{p}M} der Tangentialraum (ein Minkowski-Vektorraum) an {\displaystyle M} im Punkt {\displaystyle p}.
Da die lorentzsche Metrik {\displaystyle g|_{p}\colon T_{p}M\times T_{p}M\rightarrow \mathbb {R} } als Pseudoskalarprodukt im Gegensatz zur riemannschen nicht positiv definit ist, treten drei verschiedene Arten von Tangentialvektoren {\displaystyle v\in T_{p}M} an die Mannigfaltigkeit auf:
- zeitartige Vektoren mit {\displaystyle g(v,v)<0},
- raumartige Vektoren mit {\displaystyle g(v,v)>0},
- lichtartige Vektoren mit {\displaystyle g(v,v)=0}.

Lichtartige Vektoren werden wegen {\displaystyle g(v,v)=0} auch Nullvektoren genannt (im weiteren Sinne, englisch null vectors – im engeren Sinn ist das nur {\displaystyle \mathbf {0} } bzw. {\displaystyle {\vec {0}}}, en. zero vector).
Nicht-raumartige Vektoren (also solche mit {\displaystyle g(v,v)\leq 0}) werden auch kausale Vektoren genannt.
Wege bzw. Kurven in der Mannigfaltigkeit werden als zeitartig, raumartig, lichtartig, kausal bezeichnet, wenn die Tangentialvektoren an den Weg bzw. die Kurve auf der gesamten Länge zur entsprechenden Kategorien gehören.
Man kann nun Punktpaaren in der Mannigfaltigkeit ihre Relation zuordnen. Wenn eine stückweise glatte zeitartige Kurve zwischen den Punkten existiert liegt ein Punkt in der Zukunft des anderen. Die zeitartige Zukunft bzw. der Inhalt des Lichtkegels  eines Punktes {\displaystyle p} ist die Menge aller Punkte {\displaystyle q} die von {\displaystyle p} aus mit einer zukunftsgerichteten stückweise glatten zeitartigen Kurve erreicht werden. Sie wird mit {\displaystyle I^{+}(p)} bezeichnet. Die kausale Zukunft {\displaystyle J^{+}(p)} ist analog die Menge aller Punkte die mit stückweise glatten kausalen Kurven erreicht werden. Entsprechend definiert man die zeitartige und kausale Vergangenheit {\displaystyle I^{-}(p)} und {\displaystyle J^{-}(p)}.

## Lorentzsche Länge
Die lorentzsche Länge einer glatten kausalen Kurve mit Parameterdarstellung (Weg) {\displaystyle \lambda \colon [a,b]\to M} ist
{\displaystyle L(\lambda )=\int \limits _{a}^{b}{\sqrt {-g(\lambda '(t),\lambda '(t))}}\,dt.}
{\displaystyle t\in [a,b]} ist ein beliebiger Kurvenparameter, nicht notwendig die Zeit.
Im Unterschied zur riemannschen Geometrie ist das Infimum der lorentzschen Länge aller glatten Kurven zwischen zwei zeitartig auseinanderliegenden Punkten immer null. Jedoch hat die zeitartige Geodäte zwischen diesen zwei Punkten, falls sie existiert, lokal die größte lorentzsche Länge unter allen kausalen Kurven zwischen diesen beiden Punkten.

## Lorentzscher Abstand
Als lorentzscher Abstand {\displaystyle d(p,q)} zwischen zwei Punkten {\displaystyle p} und {\displaystyle q} von {\displaystyle M} wird nun das Supremum der lorentzschen Länge über alle kausalen Kurven von {\displaystyle p} nach {\displaystyle q} gewählt, wenn {\displaystyle q} in {\displaystyle J^{+}(p)} liegt, ansonsten definiert man {\displaystyle d(p,q)=0}.